# Neil van der Ploeg
Pour les articles homonymes, voir van der Ploeg.
Neil Van der Ploeg, né le 23 septembre 1987, est un coureur cycliste australien.

## Palmarès
- 2009[1]
  - Tour de Timor : (VTT)
    - Classement général
    - 1re et 4e étapes

  - 3e du championnat d'Australie de cross-country marathon
- 2012
  - 3e du Tour of the Great South Coast
- 2013
  - 5e étape du Tour de Toowoomba
  - 3e étape de l'Adelaide Tour
  - 2e du Tour de Perth
  - 4e du championnat d'Océanie sur route
- 2014
  - 1re, 3e (contre-la-montre par équipes) et 5e étapes du Tour de Toowoomba
  - Prologue du Tour de Southland (contre-la-montre par équipes)
  - 3e du Tour de Chine I
  - 8e du championnat d'Océanie sur route
- 2015
  - 4e étape de l'Adelaide Tour
  - Prologue et 1re étape du Tour de Kumano
  - 2e étape du Tour de Chine I
  - 3e du championnat d'Australie sur route
  - 3e de l'Adelaide Tour
  - 9e du championnat d'Océanie sur route
- 2017
  - Grafton to Inverell Classic
  -  Médaillé d'argent du championnat d'Océanie sur route

## Classements mondiaux
| Année                                 | 2013 | 2014 | 2015 | 2016  | 2017  | 2018  |
| ------------------------------------- | ---- | ---- | ---- | ----- | ----- | ----- |
| Classement mondial                    |      |      |      | 1858e | 812e  | 3004e |
| UCI Europe Tour                       | nc   | nc   | nc   | 1513e | 1089e | 2002e |
| UCI Asia Tour                         | nc   | 43e  | 22e  | 430e  | nc    | nc    |
| UCI Oceania Tour                      | 4e   | 8e   | 10e  | 105e  | 15e   | nc    |
|                                       |      |      |      |       |       |       |
| Légende : nc = non classéSource : UCI |      |      |      |       |       |       |